# 地球人
地球人（ちきゅうじん、英: Earthman）は、太陽系第3惑星の地球に住む人類。あるいは地球出身の人類のこと。

パイオニア11号に搭載された地球人のイラスト

## 概要
地球人は、地球上に生息する人類の事であり、生物学的な分類ではない。しかし、一般的にはホモ・サピエンスのことであると観念されている。
21世紀現在、宇宙生物学といった研究はなされているものの、地球にすむ人類は地球以外に住む人類の存在を確認していない。ここでの「人類」とは、「知的生命体」といった程度の意味合いで、厳密なものではない。
地球の人間はサイエンス・フィクション（SF）等で地球以外の星に人類、あるいは何らかの文明が存在することを想像しており、そういった場合、地球以外の人類と区別する意味で地球人という用法を使う。あるいは、地球外の現実に関わらず、地球人という用語によって、地球上にいる人類の一体性が意識されることもある。

## 身体的特徴
身長はおよそ成人で150cmから180cmほどで、主に地球の陸地に生息している。体は他の地球の動物と同様にタンパク質と水から成っており、水素60％、酸素25％、炭素10％、窒素2％、その他（硫黄、リン、ナトリウム、カリウムなど）で構成されている。体重は50kgから80kgほど。
頭部には思考を行うための器官である脳があり、目・鼻といった感覚器および、栄養の摂取と呼吸を行うための口を持つ。また、頭部には毛髪がある。右手、左手、右足、左足の1対の手と1対の脚を持ち、直立二足歩行を行う。男と女の二種類の性を持ち、有性生殖で子供をもうける。子供はおよそ20年ほどで成人する。肌の色は白色や茶褐色で人種によっても異なるとされている。寿命はおよそ80年。
地球の表面はおよそ70％ほどの割合で食塩水を主成分とする「海」が存在するが、地球人は肺呼吸を行うため、水中では呼吸ができず数分から数十分しか活動できない。一方で、呼吸時に必要とされる酸素を圧縮してボンベに入れることで、長時間の水中活動を行うことも可能である。

## 歴史と文化
地球人はおよそ20万年ほど前に現在の種族になったと言われ、2023年現在80億人ほどが生息していると言われている。地球人はおよそ7000種類ほどの言語を持つ。地球語と言われるような共通語は存在しないが、中国語、スペイン語、英語の使用率が高い。英語とドイツ語のように比較的似た言語がある一方で、日本語とスワヒリ語のように全く似てない言語もあり、地球人同士であっても、使用言語が異なる場合は円滑な意思の疎通は難しい。音声による会話、文字を使った文章のほか、絵、身振り手振りなどにより情報の伝達を行っている。

## 国
地球を統一する政態は存在せず、およそ200の国と地域に分かれており、それぞれの国に大統領、首相、国王、皇帝などの元首が存在する。地球内部の国家同士が戦争を行っており、地球人の間でも憂慮すべき問題とされている。

## 宇宙進出
地球外への進出も模索されており西暦1957年に初の人工衛星のスプートニクが打ち上げられた。1969年には地球の衛星である月に地球人を送り込んだこともある。しかし、まだ太陽系内の他の惑星への人類の進出は果たされていない。研究者らは、恒星間航行は非常に遠い将来に達成されると考えている。
地球人は真空の宇宙空間では生存することができないため、宇宙服と呼ばれる気密服を使用して宇宙活動を行う。